# Tortanus ryukyuensis
Tortanus ryukyuensis is een eenoogkreeftjessoort uit de familie van de Tortanidae. De wetenschappelijke naam van de soort is voor het eerst geldig gepubliceerd in 1989 door Ohtsuka & Kimoto.